# Сузиана

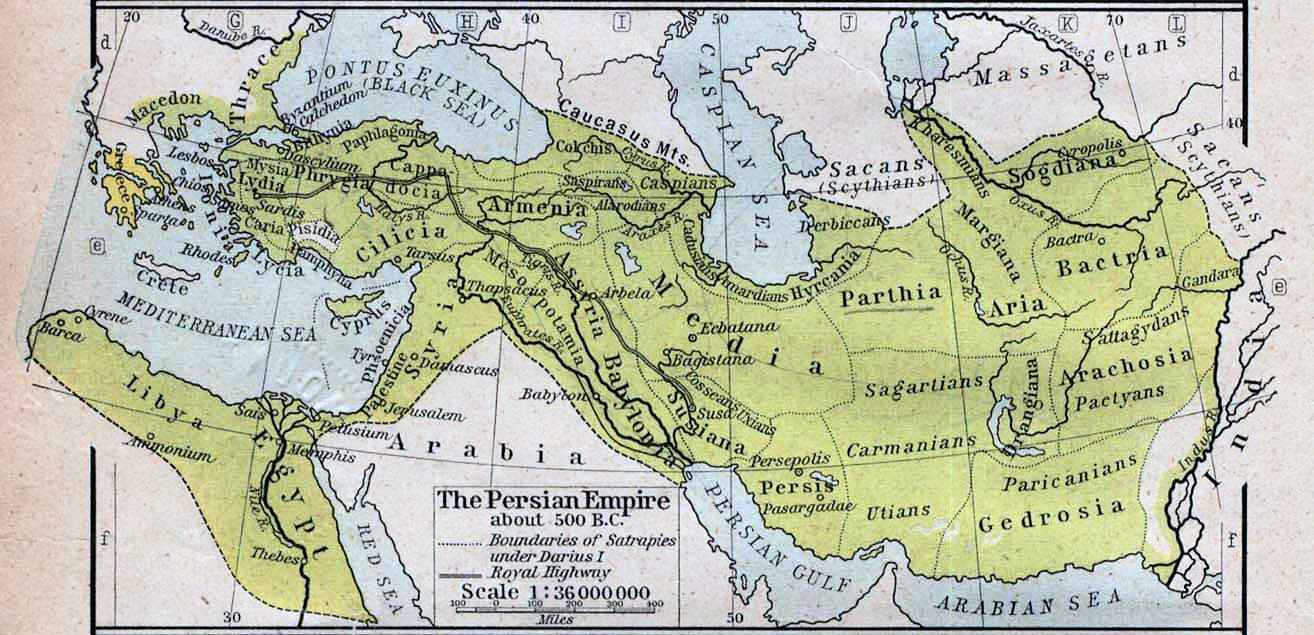
Сузиана на карте державы Ахеменидов между Вавилонией, Мидией и Персией

Сузиана (греч. Σουσιανή) — область, соответствовавшая нынешнему Хузестану. Занимала вместе с Вавилонией большую равнину, отделённую от смежных областей высокими горами. В эпоху Ахеменидов — одна из персидских сатрапий. О Сузиане как о географической территории писал Страбон в XV книге «Географии».
За исключением болотистого и жаркого побережья Персидского залива остальная часть страны была плодородна; здесь произрастали в обилии пшеница, ячмень, рис и виноград. Кроме того, в стране было много нефтяных источников.
Население Сузианы было семитическое; жители равнины занимались земледелием, горные племена жили охотой, скотоводством, разбоем и оставались независимыми. Из отдельных племён, населявших Сузиану, известны уксии, мессабаты, коссеи, эламеи, киссии и др.
В Библии и у восточных народов Сузиана называется Эламом. Главный город Сузианы, Сузы, находился при слиянии двух рукавов Хоаспа. Сузы были средоточием цветущей цивилизации, быть может, более древней, чем халдейская, с которой первая имела очень много общего.

## Правители
Сузиана — сатрап Македонии (столица Сузы).
- Абулит (331 — 325)*
- Антиген (321 — 317)*
- Аспиза (316 — 312).
- 312 завоевание Селевка[3].